# Соболево (Високомазовецький повіт)
Соболево (пол. Sobolewo) — село в Польщі, у гміні Клюково Високомазовецького повіту Підляського воєводства.
Населення — 119 осіб (2011).
У 1975-1998 роках село належало до Ломжинського воєводства.

## Демографія
Демографічна структура станом на 31 березня 2011 року:
|          | Загалом | Допрацездатний вік | Працездатний вік | Постпрацездатний вік |
| -------- | ------- | ------------------ | ---------------- | -------------------- |
| Чоловіки | 60      | 9                  | 46               | 5                    |
| Жінки    | 59      | 7                  | 38               | 14                   |
| Разом    | 119     | 16                 | 84               | 19                   |